# پینیل د آباخو
پینیل د آباخو (به اسپانیایی: Piñel de Abajo) یک شهرستان در اسپانیا است که در استان وایادولید واقع شده‌است.